# Сонобэ, Ваитиро
Ваитиро Сонобэ (яп. 園部 和一郎, 29 марта 1883, префектура Кумамото, Японская империя — 18 марта 1964) — генерал-лейтенант Императорской армии Японии в годы Второй японо-китайской войны.

## Биография
Уроженец префектуры Кумамото. Сонобэ окончил Военную академию Императорской армии Японии в 1904 году. После службы в 23-м пехотном полку поступил в Высшую военную академию Императорской армии Японии. После окончания обучения вернулся в 23-й пехотный полк. В 1916—1917 годах он был направлен в качестве военного атташе во Францию. После возвращения в Японию он был отправлен в 30-й пехотный полк, участвовал в Сибирской интервенции. После этого он служил на различных должностях в Генеральном штабе Императорской армии Японии.
С 1925 по 1927 год Сонобэ был членом японской дипломатической миссии в Лиге Наций. После своего возвращения в Японию он командовал до 1929 года 74-м пехотным полком 19-й дивизии.
В 1929—1933 годах Сонобэ был начальником 1-го отдела Главной инспекции боевой подготовки. В 1933 году стал командиром 8-й пехотной бригады 10-й дивизии. В 1934 году командовал 1-й пехотной бригадой 1-й дивизии.
С 1934 по 1935 год Сонобэ был директором Тоямской военной пехотной школы, а затем её комендантом до 1937 года. Одновременно с 1936 года он командовал 1-м отдельным гарнизонным подразделением.
В 1937 году с началом Второй японо-китайской войны он принял командование 7-й дивизией до 1939 года. С 1 августа 1939 по 9 марта 1940 года командовал Центральной армией. В 1940 году Сонобэ был отправлен в Китай, где он командовал 11-й армией. Участвовал в битве за Цзаоян и Ичан, битве за Центральный Хубэй и в Хэнаньской операции.
Сонобэ вернулся в Японию в 1941 году и стал членом Высшего военного совета. Он ушёл в отставку в том же году.
Умер 18 марта 1964 года.